# Dierbiszewa
Dierbiszewa (ros. Дербишева) – wieś (dieriewnia) w Rosji, w obwodzie czelabińskim, w rejonie argajaskim. W 2010 liczyła 1344 mieszkańców.